# Cheilinus
Cheilinus is een geslacht van vissen in de familie van de lipvissen (Labridae).

## Lijst van soorten
Volgens FishBase bestaat dit geslacht uit de soorten:
- Geslacht Cheilinus Lacépède, 1801
  - Cheilinus abudjubbe Rüppell, 1835
  - Cheilinus chlorourus Bloch, 1791
  - Cheilinus fasciatus Bloch, 1791
  - Cheilinus lunulatus Forsskål, 1775
  - Cheilinus oxycephalus Bleeker, 1853
  - Cheilinus oxyrhynchus Bleeker, 1862
  - Cheilinus trilobatus Lacépède, 1801
  - Cheilinus undulatus Rüppell, 1835 – Napoleonvis

## Referentie
- FishBase: Ed. Rainer Froese and Daniel Pauly. Versie december 2007. N.p.: FishBase, 2007.